# Rolemaster
Rolemaster è un gioco di ruolo pubblicato dalla Iron Crown Enterprises a partire dal 1980. L'ultima edizione è detta Rolemaster Fantasy Roleplaying (or RMFRP). In Italia Rolemaster è stato pubblicato dalla Strategiochi fino al 2006 e da Red Glove dal 2009.

## Sistema di gioco
Rolemaster è un sistema di gioco a classi (dette "professioni") e livelli.  Ogni personaggio ha dieci attributi che vengono generati casualmente: strength, agility, quickness, constitution, empathy, intuition, memory, reasoning, self discipline e presence (forza, agilità, rapidità, costituzione, empatia, intuizione, memoria, ragionamento, autodisciplina e presenza). La generazione avviene lanciando un dado percentuale e scartando i risultati inferiori a 25, inoltre se non ci sono almeno due attributi pari ad almeno 90, è possibile sostituire il valore di due caratteristiche con 90 (questo è il metodo nelle linee generali, ma secondo le edizioni possono esserci differenze nei dettagli)
Le capacità di un personaggio sono definite dalle sue abilità, ogni personaggio può imparare ogni abilità, ma a seconda della sua professione avrà dei bonus in certe abilità. I personaggi acquistano i ranks ("ranghi") in un'abilità spendendo development points ("punti sviluppo"), ogni rango corrisponde generalmente a un +5% in quell'abilità. Nelle prime edizioni il costo in development points viene inizialmente dato da una tabella secondo i valori di alcuni attributi (agilità, costituzione, memoria, ragionamento e disciplina), successivamente verrà invece usato il valore medio di questi attributi.
Le azioni vengono risolte con un tiro percentuale, al tiro di un d100 viene sommato il valore dell'abilità coinvolta. Se l'azione tentata è una static manoeuvre ("manovra statica"), cioè un'azione che non richiede movimento o ne richiede poco si deve ottenere un risultato maggiore di 100, la difficoltà di un'azione può aggiungere un bonus o sottrarre un malus al tiro. Nel caso delle moving manoeuvre ("manovra di movimento"), cioè un'azione che richiede di muoversi, come saltare o nuotare il risultato del tiro viene incrociato su una tabella con la colonna corrispondente alla difficoltà dell'azione determinando il successo o meno dell'azione ed eventuali altre conseguenze. Gli attacchi sono considerati azioni particolari e vengono risolte confrontando il risultato del tiro su una tabella distinta per tipo di arma che incrocia il risultato dell'attacco con il tipo di armatura del bersaglio e determina il danno subito e l'eventuale risultato critico. Anche per gli incantesimi si tira su un'apposita tabella.

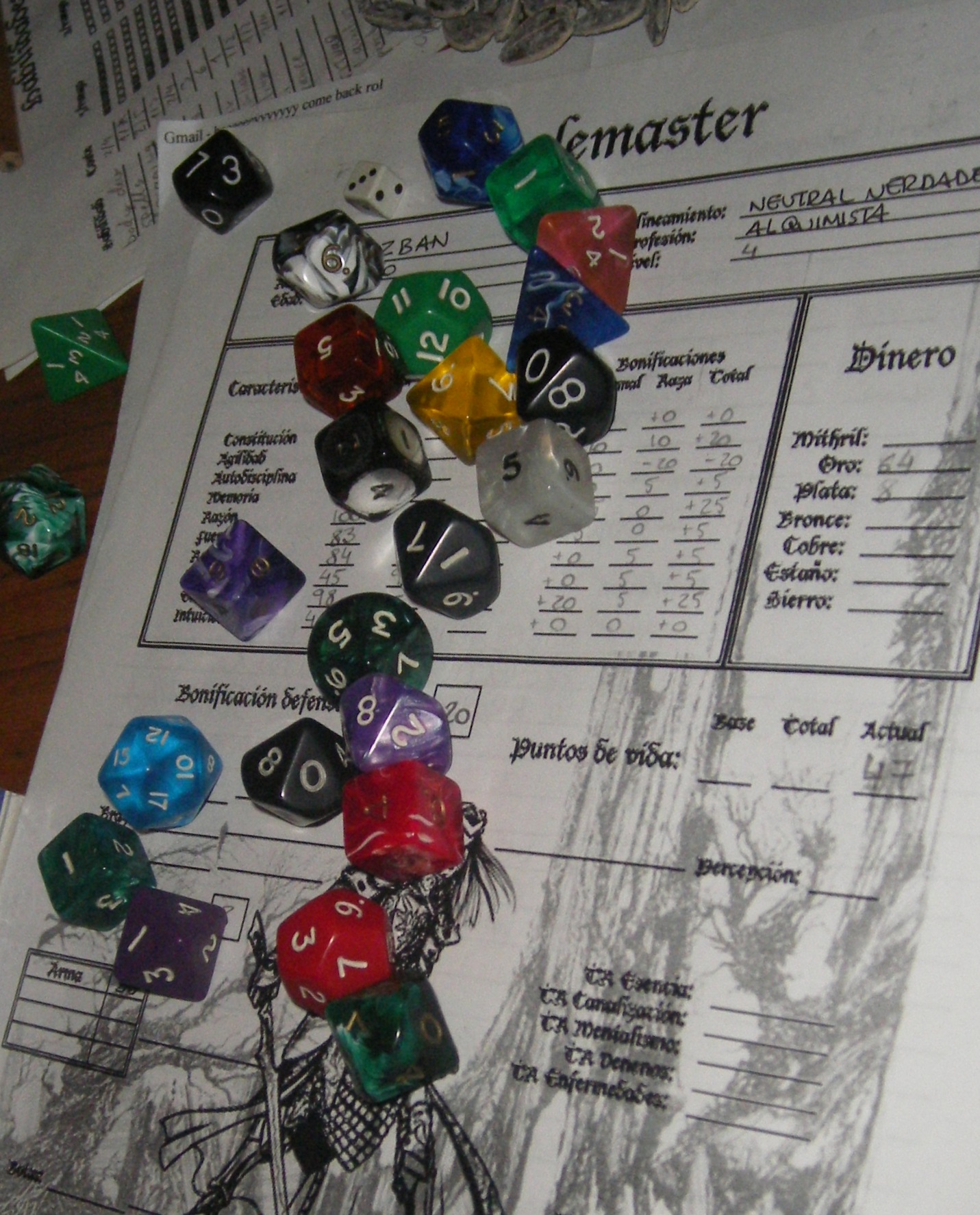
Scheda del personaggio e dadi per il gioco di ruolo Rolemaster

I tiri sono tiri aperti, quando si ottiene un risultato maggiore di 95 (prima di applicare modificatori) si tira di nuovo il dado e si aggiunge il nuovo risultato al precedente (eventualmente continuando a ritirare se si ottiene nuovamente un risultato maggiore di 95). Questo significa che anche un personaggio (del giocatore o del master) normalmente innocuo potrebbe ottenere un risultato sorprendentemente buono. D'altra parte se il risultato del tiro è compreso tra 1 e 5 allora si tira nuovamente e si sottrae il risultato dal tiro iniziale. Questo può far sì che esista una minima probabilità che personaggi abili si imbattano occasionalmente in fallimenti delle proprie azioni.
Le tabelle indicano per risultati particolarmente alti o bassi anche eventuali colpi critici, in quest'ultimo caso si tira su un'altra tabella incrociando il risultato con il tipo di critico ottenuto, ottenendo determinando il risultato del tiro critico, che può andare da un nulla di fatto in caso di un tiro sfortunato fino alla morte automatica del bersaglio. Poiché queste regole si applicano anche quando il bersaglio è il personaggio di un giocatore, Rolemaster un gioco "mortale" per i personaggi, dato che in ogni dato momento un avversario potrebbe ottenere un tiro molto fortunato ed uccidere un personaggio in piena salute.
Le regole base di Rolemaster sono contenute in un singolo libro, ma ad esse possono venir aggiunte numerose regole opzionali, sparse tra diversi supplementi. È facile distinguere quali sono i libri di regole aggiuntive dato che l'ultima parola del titolo è sempre Law, oppure Companion, quindi il manuale sulla magia è chiamato Spell Law (Legge dell'Incantesimo) ed il libro sulle armi Arms Law (Legge delle Armi).

## Storia editoriale
Sono state pubblicate quattro edizioni del gioco che ricadono in due gruppi principali. La prima edizione e la seconda edizione ricadono nel primo gruppo, a cui ci si riferisce solitamente come RM2. Quindi successivamente ad una revisione abbastanza importante fu distribuito la terza edizione, il Rolemaster Standard System, questa fu quindi in parte riorganizzata con alcuni cambiamenti minori e ripubblicata come quarta edizione: Rolemaster Fantasy Roleplaying  (RMFRP).

### RM1 e RM2
Con Rolemaster First Edition (RM1) ci si riferisce in genere ai prodotti distribuiti tra il 1980 e il 1982, le prime versioni del Arms Law, Claw Law, Spell Law, Character Law e Campaign Law. Queste furono disponibili sia individualmente, sia in diverse confezioni in scatola.
Nel 1984 le informazioni dei manuali furono espanse e riviste, alcuni libri furono cambiati ed il materiale contenuto riarrangiato. Una scatola iniziale, somigliante ai precedenti Spell Law e alla scatola Arms Law/Claw, fu pubblicata nel 1984, ma conteneva un nuovo Spell Law, un volume che combinava i precedenti Arms Law/Claw Law, ma il vecchio Character Law ed il modulo Vog Mur.
Una nuova scatola fu distribuita poco dopo contenente tre manuali (i Spell Law, Arms Law/Claw Law del modulo precedente ed un nuovo manuale che combinava i vecchi Character Law/Campaign Law) ed un modulo avventura. Diversi nuovi libri furono pubblicati tra il 1985 e il 1988, inclusi i Rolemaster Companion 1, 2 e 3 ed il primo manuale Creatures and Treasures.
Tecnicamente i prodotti pubblicati tra il 1984 e il 1988 sono anch'essi prodotti della prima edizione di Rolemaster. L'inizio ufficiale della Seconda Edizione è con la scatola che contiene il manuali Arms Law/Claw Law, lo Spell Law ed il Character Law/Campaign Law, tutti con copertine bordate di rosso.
Comunque eccettuato per una leggera modifica alla Sequenza di Combattimento ed alcuni riarrangiamenti di materiale, ci sono molte poche differenze tra i manuali del 1984 e quelli del 1989. Questo significa che nella maggior parte dei casi il termine Rolemaster Seconda Edizione (RM2) viene usato per riferirsi a tutto quello che è stato pubblicato dal 1984 al 1994. In particolare il Rolemaster Companion II includeva il capitolo di descrizione delle abilità e le tabelle del costo dei punti sviluppo (Complete Skill Descriptions section and Master Development Point Cost Tables) così come diverse Professioni (il nome usato per le classi di Rolemaster) che sono generalmente considerate la caratteristica distintiva del Rolemaster Seconda Edizione.
Con tutto il materiale pubblicato per la seconda edizione, era più un metodo per sviluppare un gioco di ruolo, che un gioco specifico. Era possibile, usando Rolemaster, giocare campagne molte diverse fra di loro. È un punto dibattuto se questo fosse il punto di forza o di debolezza di RM2. Era un sistema molto flessibile, con molte opzioni, ma poteva soffrire facilmente di problemi di equilibrio di gioco se certi particolari insiemi di regole venivano utilizzati insieme.

### Rolemaster Standard System
Nel 1995 il gioco fu rivisto e ripubblicato come Rolemaster Standard System (RMSS). Il cambiamento maggiore fu fatto nella Generazione del Personaggio, particolarmente nel numero di Abilità disponibili e nella maniera in cui i bonus per le abilità venivano calcolati. Le abilità furono raggruppate in Categorie di abilità similari e fu possibile comprare ranghi (bonus) separatamente nelle Categorie e nelle singole Abilità. Cambiò la maniera in cui erano gestiti i round di combattimento. Inoltre vennero riviste le liste di combattimento, cambiandole, ribilanciandole e rivedendo il modo in cui venivano apprese. La modalità effettiva con cui si effettuavano gli attacchi e si calcolava il danno non cambiò di molto e furono fatti cambiamenti solo cosmetici alle statistiche di Mostri e Creature.
Come per il caso di altri casi di cambiamenti delle regole di un gioco le opinioni sul fatto che questi fossero per il meglio o il peggio variano grandemente, ad alcuni piacquero molto, altri non ne furono così eccitati. 
La maggior parte dei giocatori che obiettava al cambiamento da RM2 a RMSS lo faceva perché pensava che Rolemaster non necessitasse di una revisione e per la tristezza che RM2 non sarebbe più stato supportato, piuttosto che per lamentele riguardo al sistema stesso.

### Rolemaster Fantasy Roleplaying
Nel 1999, in occasione della pubblicazione del Rolemaster Fantasy Roleplaying (RMFRP), il gioco venne sottoposto ad una leggera ristrutturazione, ma si trattò per lo più di un riarrangiamento del materiale con poche modifiche alle regole stesse. Un confronto dettagliato tra il RMSS e il RMFRP si può trovare a: http://www.icewebring.com/rmss-vs-rmfrp/
Un altro dei cambiamenti fatti per questa versione è stata di pubblicare un singolo libro (chiamato appunto “Rolemaster Fantasy Roleplaying” contenente tutte le informazioni necessarie per giocare. 
Si può scegliere tra sei Razze e 9 Professioni. Si può anche scegliere uno dei 15 Pacchetti di Addestramento per caratterizzare e personalizzare ulteriormente il personaggio. Ci sono liste equipaggiamento, una lista di creature, 96 liste di incantesimi (ognuna contenente la descrizione di incantesimi fino al decimo livello), sei tavole di attacco per le armi (una per ogni categoria di arma), le tavole di attacco da Tooth & Claw, Bash & Grapple, Bolt Spell e Ball Spell, 9 tavole di attacchi critici accoppiate alle tavole attacco e tavole per il fallimento critico con armi e con incantesimi. Naturalmente ci sono anche tutte le regole da utilizzare con queste tavole così come alcune sezioni sui principi del game mastering e sulla costruzione di un'ambientazione per le vostre avventure. 
Una recensione completa del manuale Rolemaster Fantasy Roleplaying può essere trovata a:https://web.archive.org/web/20050424135538/http://www.icewebring.com/Reviews/RMFRPreview.shtml
Diversi altri libri sono raccomandati se si vogliono espandere le informazioni contenute nel manuale principale:
- Arms Law aggiunge Tavole di Attacco e Colpi Critici aggiuntive: le tavole condensate e generalizzate del manuale principale sono rimpiazzate da tavole più dettagliate e individualizzate secondo l'arma specifica. Sono state pubblicate due versioni di Arm Law per il Rolemaster Fantasy Roleplaying. Una dettagliata revisione delle differenti versioni di Arms Law for per tutte le edizioni di Rolemaster può essere trovata a: http://www.icewebring.com/docs/Arms_Law.pdf
- Character Law dettaglia razze, professioni, abilità aggiuntive ed un sistema completo di talenti e mancanze. Una revisione dettagliata del Character Law può essere trovata a: https://web.archive.org/web/20050424081347/http://www.icewebring.com/Reviews/character_law_review.shtml
- Sono stati pubblicati 3 manuali Spell Law (Of Essence, Of Channelling, Of Mentalism), ognuno dei quali aggiunge professioni e liste di incantesimi per una specifica area di magia, espandendo le liste fino al 50º livello.
- Se progettate di essere un master per una campagna di Rolemaster allora è bene procurarsi anche una copia del Creatures & Monsters.

Anche solo possedendo il manuale di base è possibile giocare una partita completa del gioco, con ogni sua particolarità, ma con le espansioni è possibile scendere molto più nei dettagli e avere il materiale per fare campagne anche per giocatori di alto livello. Ci sono altri eccellenti supplementi, ma la maggior parte di questi aggiungono materiale ai libri elencati sopra. Tutti i manuali di RMFRP menzionati sono disponibili in formato PDF dal sito della ICE a circa la metà del costo del manuale stampato.

### Rolemaster Unified - RMU
Nel 2022 è iniziata una nuova edizione di Rolemaster. Per ora non sono previste localizzazioni, tranne forse in francese. 
Al momento i manuali base non sono ancora usciti tutti, ma troviamo già:
Core Law (regole base e character law)
Spell Law
Treasure Law.

## L'edizione italiana
Attualmente l'edizione italiana è composta dai manuali:
- Manuale Base (Strategiochi 2004)
- Arms Law (Strategiochi 2005 e Red Glove 2007)
- Spell Law - Essenza (Strategiochi 2005)
- Spell Law - Flusso (Red Glove 2006)
- Spell Law - Mentalismo (Red Glove 2006)
- Creatures & Monsters (Red Glove 2007)
- Arms Law - ristampa (Red Glove 2008)
- Manuale Base - seconda edizione (Red Glove 2009)
- Character Law (Red Glove 2009)
- Gamemaster Law (Red Glove 2011)

In particolare il manuale base edito da Strategiochi ha vinto il "Best of Show" come miglior gioco tradotto in italiano alla manifestazione Lucca Comics and Games edizione 2004, ma è stato duramente criticato per scelte di traduzione e alcuni refusi causati anche dall'inesperienza di Strategiochi (si trattava infatti del primo gioco prodotto); a questo manuale sono state aggiunte delle parti significative prese dal compendio School of Hard Knocks, soprattutto in merito alle descrizioni delle abilità. Red Glove ha pertanto deciso di ripubblicare una versione completamente corretta del manuale base, inizialmente prevista da fine ottobre 2008 e successivamente distribuita nel marzo 2009.
La ristampa dell'Arms Law non prevede grandi modifiche rispetto all'originale di Strategiochi ed è stato previsto a causa di un esaurimento delle scorte.